# ويليام فرازير
ويليام فرازير هو سياسي كندي، ولد في 17 يونيو 1832، وتوفي في 9 سبتمبر 1909.